# Bulbine angustifolia
Bulbine angustifolia là một loài thực vật có hoa trong họ Thích diệp thụ. Loài này được Poelln. miêu tả khoa học đầu tiên năm 1943.